# 스토르스토크홀름스 로칼트라피크
스토르스토크홀름스 로칼트라피크(Storstockholms Lokaltrafik) 또는 SL(lit. '대 스톡홀름 지역 운송')은 스웨덴 스톡홀름주의 육상 대중교통 관리를 담당하는 대중교통 기관이다. SL은 툰넬바나 지하철, 펜델토그 통근 열차, 버스, 노면전차, 지역 철도, 그리고 일부 페리 서비스를 포함하는 네트워크를 감독한다.

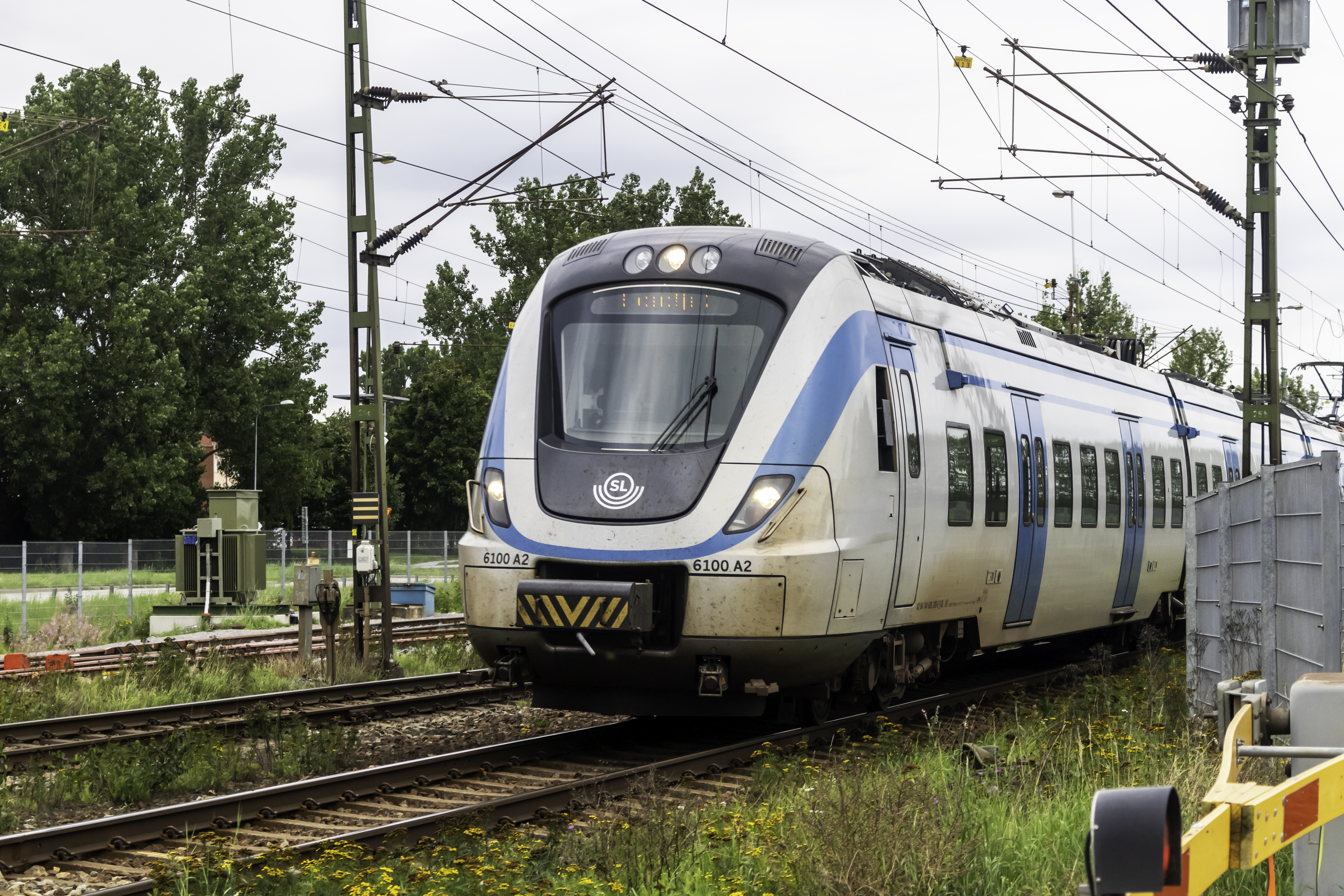
SL 펜델토그 통근 열차

SL의 네트워크는 매일 약 700,000명의 승객에게 서비스를 제공하며, 지역 세금과 요금 수입의 조합을 통해 자금을 조달한다. 이 기관은 통합 발권 시스템으로 운영되며, 트랑스데브, SJ, VR 스베리예, 케올리스, 스톡홀름스 스포르베가르를 포함한 여러 민간 운영자와 서비스 운영 계약을 맺고 있다.

## 역사

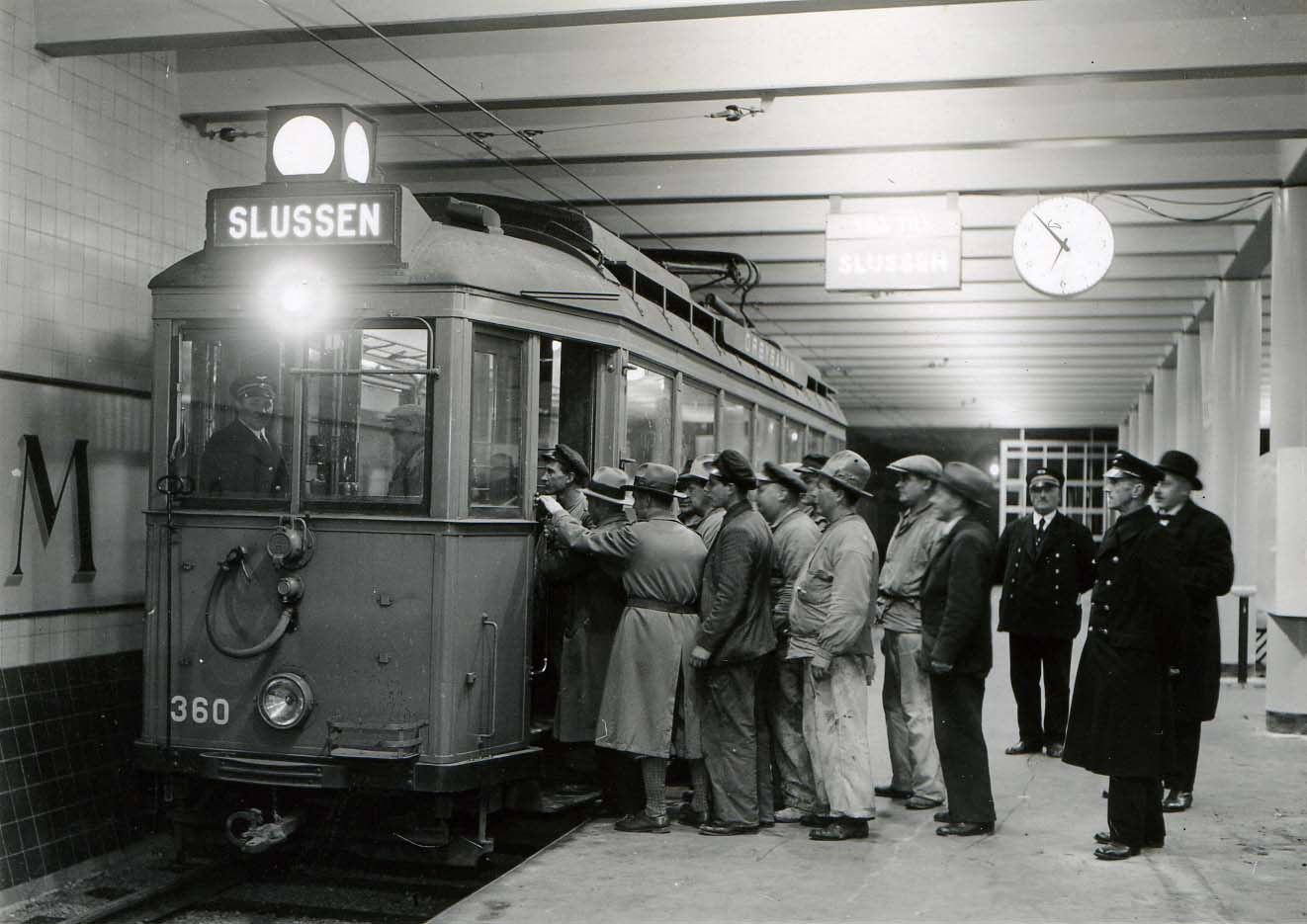
1930년대 SS가 운영했던 지하 노면전차

SL은 1915년 스톡홀름 시가 두 개의 분리된 민영 노면전차 네트워크를 보다 효율적인 하나의 회사로 민영화 폐지하기 위해 설립한 시 소유의 대중교통 회사인 AB 스톡홀름스 스포르베가르(SS)에서 시작되었다. SS는 1920년대 후반에 민영 버스 회사들도 인수했다. 스톡홀름 지하철의 첫 번째 부분은 1950년에 개통되었다.
SS는 1967년 1월에 스톡홀름주의 지하철, 지역 열차 및 버스 운영이 스톡홀름 주 의회의 감독 하에 단일 조직으로 통합되면서 SL로 이름이 변경되었다. 그 전까지 주 내의 다른 대중교통 시스템은 스테이튼스 예른베가르(Statens Järnvägar), 민간 회사 및 지방 자치 단체 소유의 회사 등 다른 조직에 의해 운영되었다.
1993년부터 SL은 다른 운송 시스템의 운영 및 유지보수를 위해 독립 계약자를 사용하기 시작했다. 버스 교통의 경우 운영자가 버스를 소유하지만, 철도 교통의 경우 SL이 열차를 소유하고 계약자가 운영한다.
2012년부터 카운티 의회(현재 스톡홀름 지역) 교통 위원회 및 교통 관리국은 대중교통을 담당하는 지역 대중교통 기관이다. SL은 이제 교통 관리국을 대신하여 다양한 계약자가 제공하는 대중교통 서비스의 브랜드명으로 사용된다. 유한회사 AB 스토르스토크홀름스 로칼트라피크는 여전히 존재하며 (브랜드 외에도) 특정 계약 및 자산을 관리한다.

## 서비스
SL은 스톡홀름주의 대중교통 네트워크를 감독하지만, 인접한 웁살라 및 쇠데르만란드 주까지 확장되는 일부 서비스도 담당한다. 1993년부터 SL은 서비스 운영에 계약 운영자를 사용해왔다.
스톡홀름 지하철: 툰넬바나 지하철은 세 개의 주요 노선으로 구성된다: 뢰다선, 블로선, 그리고 녹색선.
통근 열차: 펜델토그 통근 열차 시스템은 스톡홀름 중심부와 광범위한 지역을 연결하며, 6개의 노선으로 구성된 두 개의 주요 지선을 운영한다.
지역 철도:
- 로슬라그스바난: 북동부 교외를 운행하는 협궤 철도.
- 살츠셰바난: 슬루센과 살츠셰바덴을 연결하는 철도 노선.

경전철 노선:
- 리딩예바난: 리딩예 섬을 본토와 연결하는 경전철 노선.
- 트베르바난: 도시 서쪽을 지나는 반원형 순환 노선.
- 노케뷔바난: 서부 교외 지역을 스톡홀름 지하철과 연결하는 지선 경전철 노선.
- 스포르베그 시티: 도심과 유르고르덴을 연결하는 노면전차 노선.

SL 버스: 스톡홀름 지역에 약 500개의 버스 노선 네트워크를 운영한다.
통근 페리: 도심과 군도 및 멜라렌 호의 지역을 연결하는 5개의 펜델보트 페리 노선.

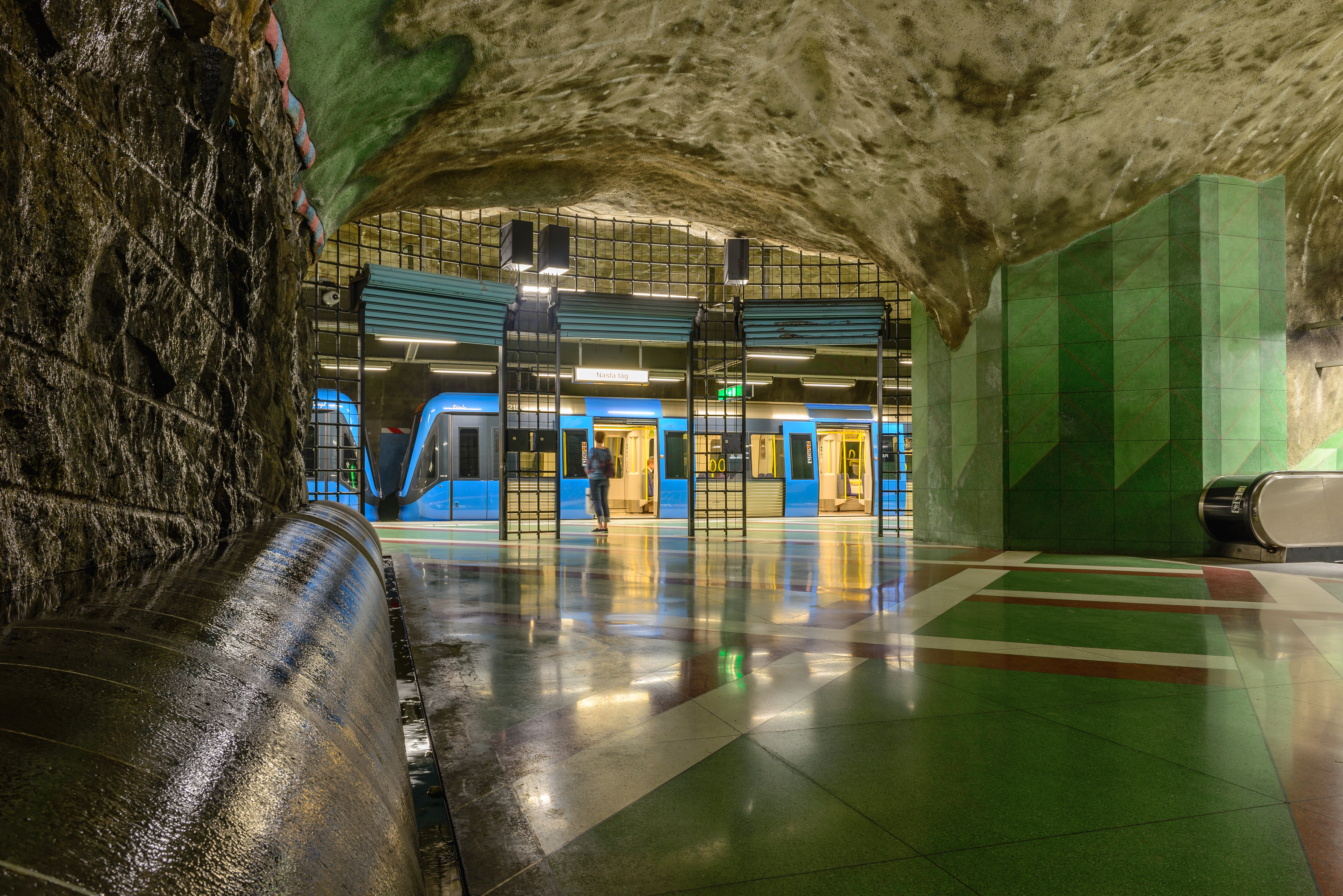
쿵스트레드고르덴 지하철역에서 대기 중인 지하철
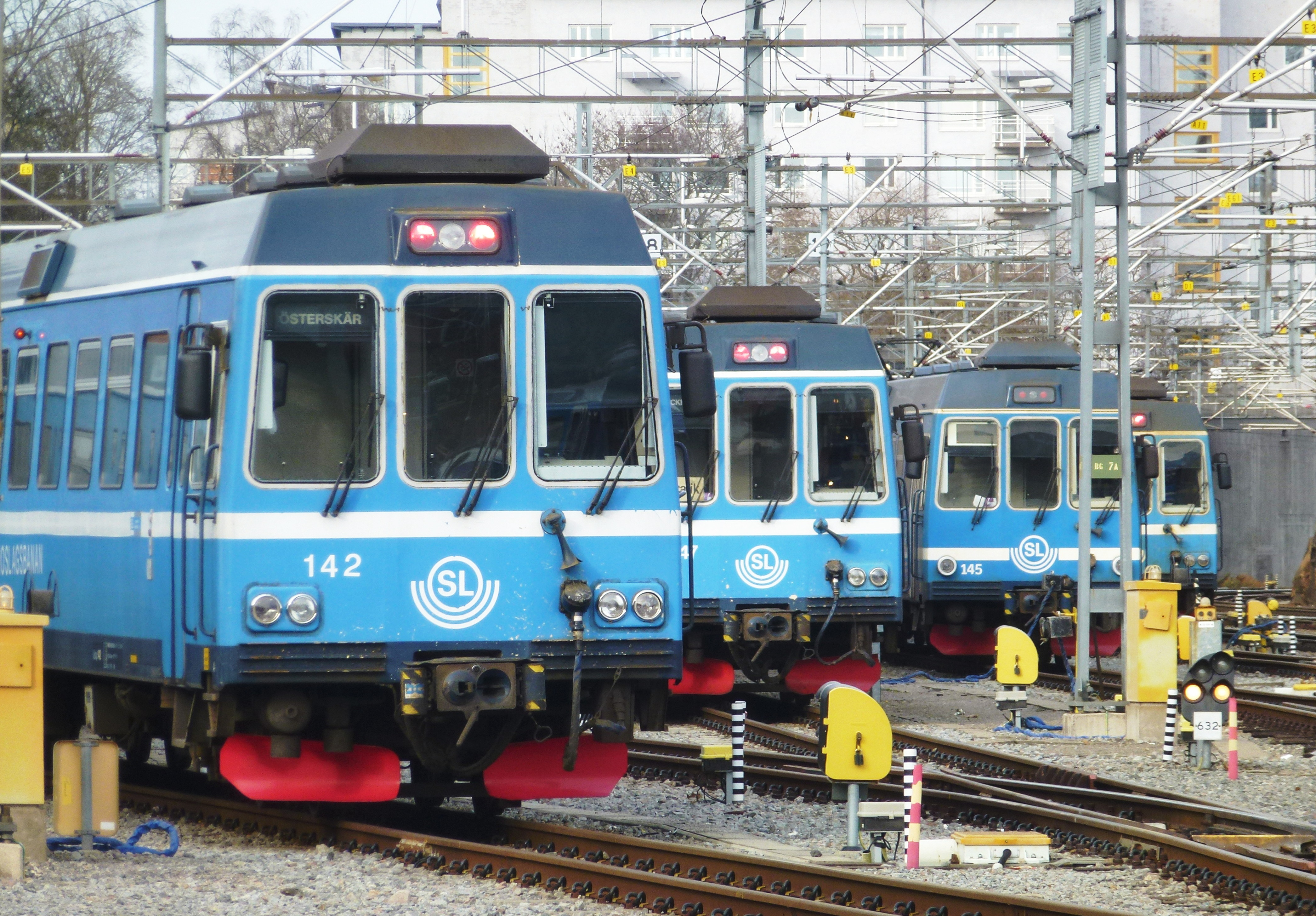
로슬라그스바난 열차
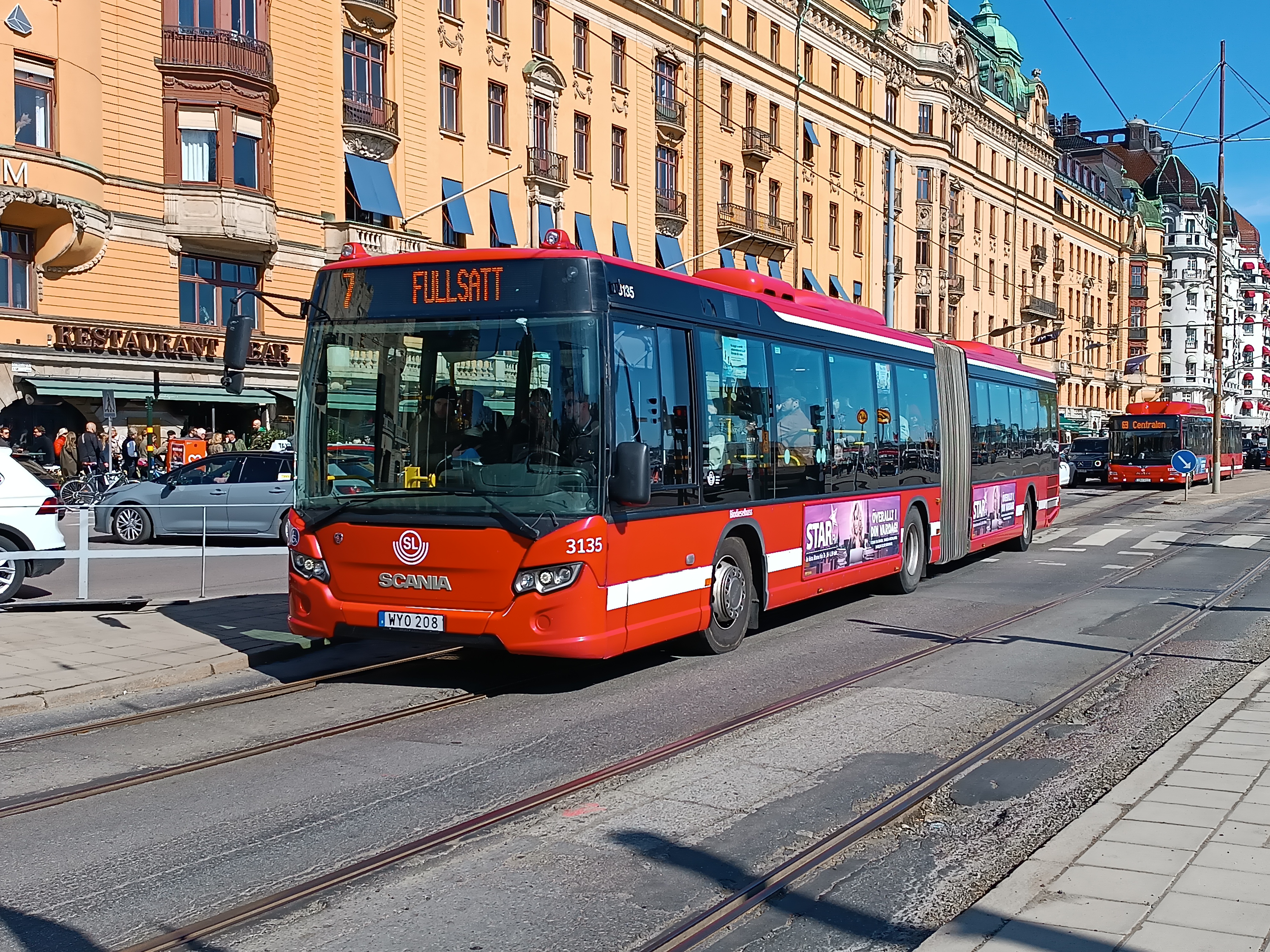
스톡홀름의 버스
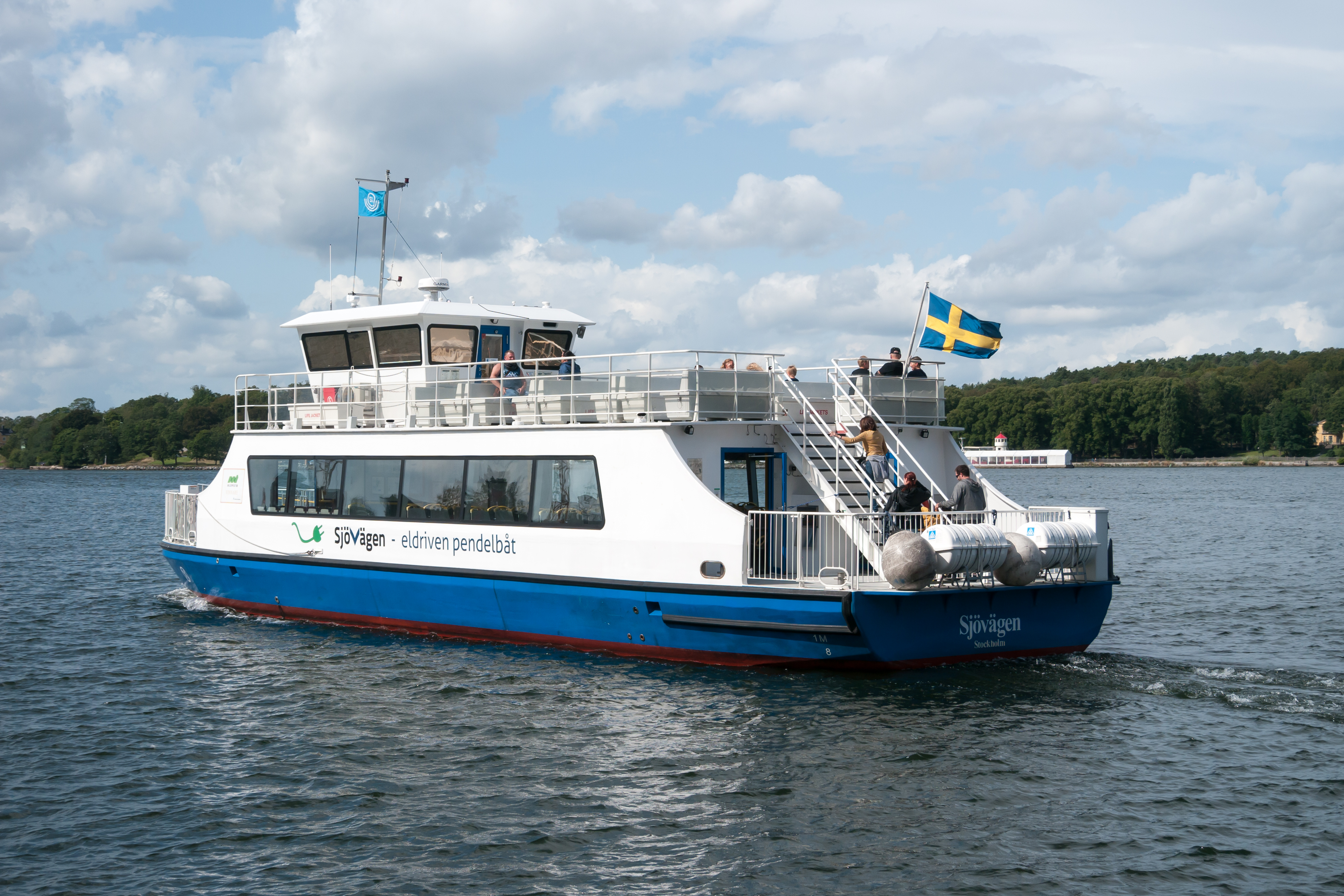
SL을 위해 운영되는 펜델보트 선박
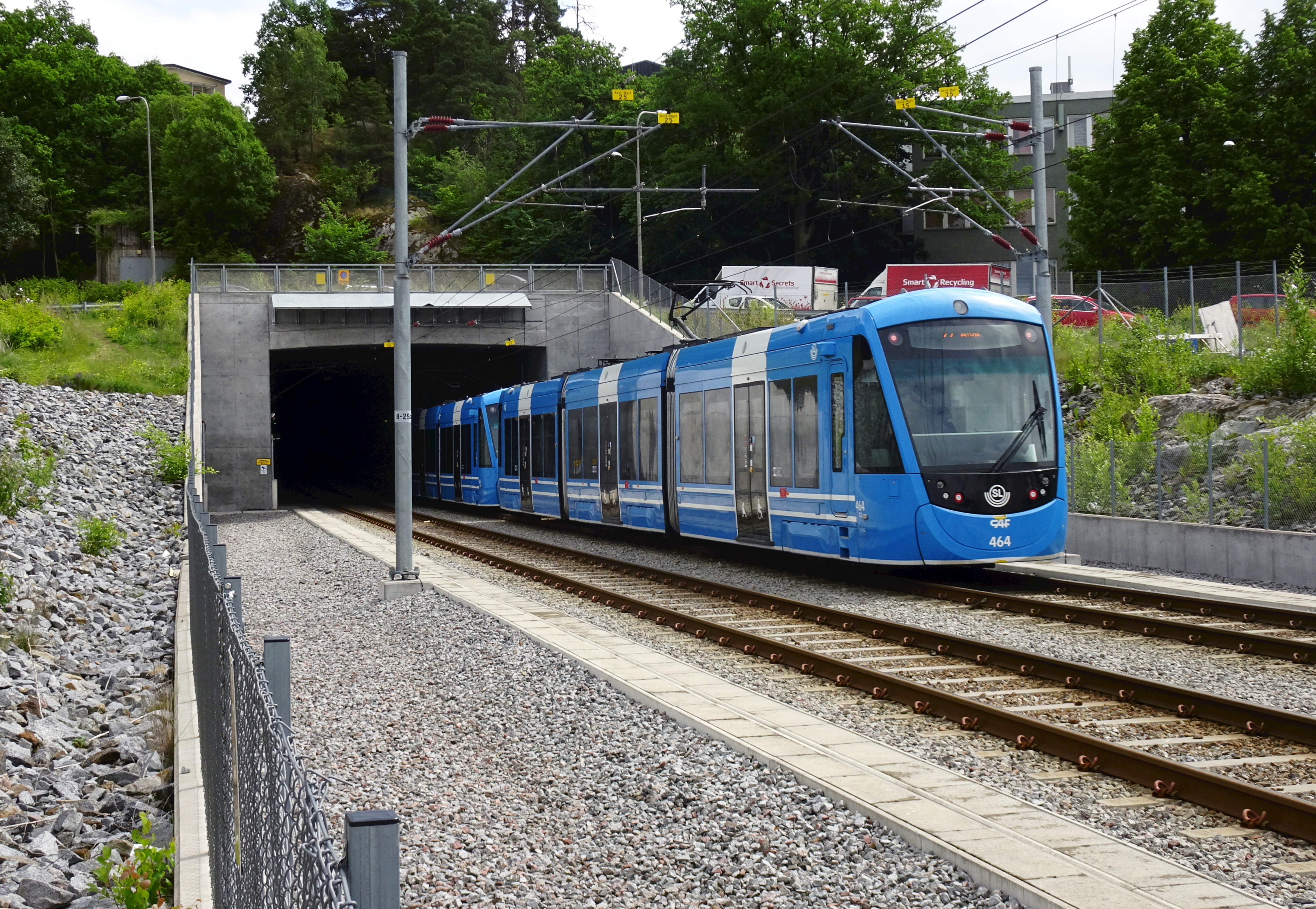
트베르바난 노면전차

## 발권
SL의 요금은 스톡홀름 지역의 정치적 합의에 따라 결정된다. SL은 요금 징수 및 유효성 검사를 위한 여러 방법을 사용하는 통합 발권 시스템으로 운영된다. 이 시스템에는 지하철 및 일부 통근 열차역의 개집표기, 버스, 일부 노면전차 및 지역 철도 차량의 차량 내 유효성 검사, 그리고 특정 역이나 플랫폼의 차량 외 유효성 검사가 포함된다. SL은 또한 검사를 수행하는 승차권 검사원도 고용한다.
SL은 2009년에 이전 자기 발권 시스템을 대체하여 SL 액세스라는 첫 번째 스마트카드 시스템을 도입했다. 이 시스템은 2003년에 서명된 계약에 따라 호주 회사 빅스 테크놀로지로부터 조달되었다.

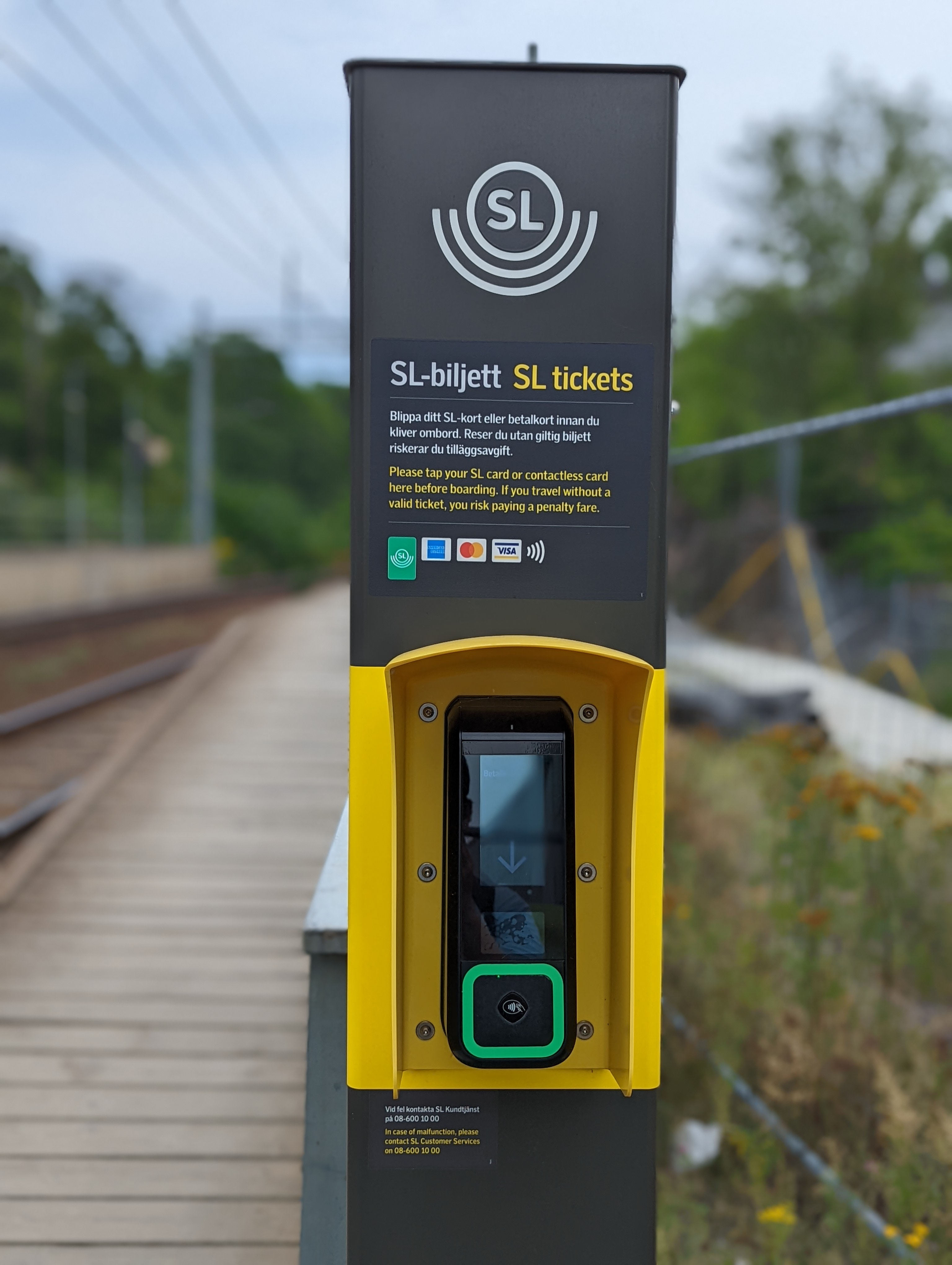
SL 티켓 검증기

SL Access 시스템은 2021년부터 2023년 사이에 새로운 요금 징수 시스템으로 대체되었다. 이 새로운 시스템에는 녹색 SL 카드와 더불어 비접촉 결제 및 공식 SL 모바일 앱에서 구매한 종이 없는 QR 코드 티켓이 지원된다. SL은 2022년에 네트워크의 표 자동판매기를 단계적으로 폐지했다.
2024년 현재 SL은 스톡홀름주 내에서 대중교통에 사용되는 두 가지 주요 형태의 티켓을 가지고 있다.
- 교통카드: 24시간에서 1년 사이의 지정된 기간 동안 유효하다.
- 1회권: 활성화 시점부터 75분 동안 유효하다. SL 스마트카드에 구매 및 충전하거나, SL 앱을 통해 얻거나, 티켓 게이트 또는 검증기에서 비접촉 결제를 통해 구매할 수 있다.

일부 SL 여정에는 특별 요금이 적용된다. 민간 운영 알란다선이 부과하는 출구 요금 때문에, 알란다 중앙역의 요금은 일반 SL 여정보다 높다. 스톡홀름주에서 웁살라 또는 크니비스타로 가는 통근 열차는 표준 SL 티켓 외에 웁살라주(UL) 티켓이 필요하다.

### 왁스홀름스볼라겟
스톡홀름 군도 내 대부분의 페리 교통은 스톡홀름 지역이 소유한 별도의 회사인 왁스홀름스볼라겟이 담당한다. 왁스홀름스볼라겟과 SL은 공유 발권 옵션을 제공하여 특정 기간 동안 일부 SL 티켓을 서비스에 사용할 수 있도록 한다.

## 계약자

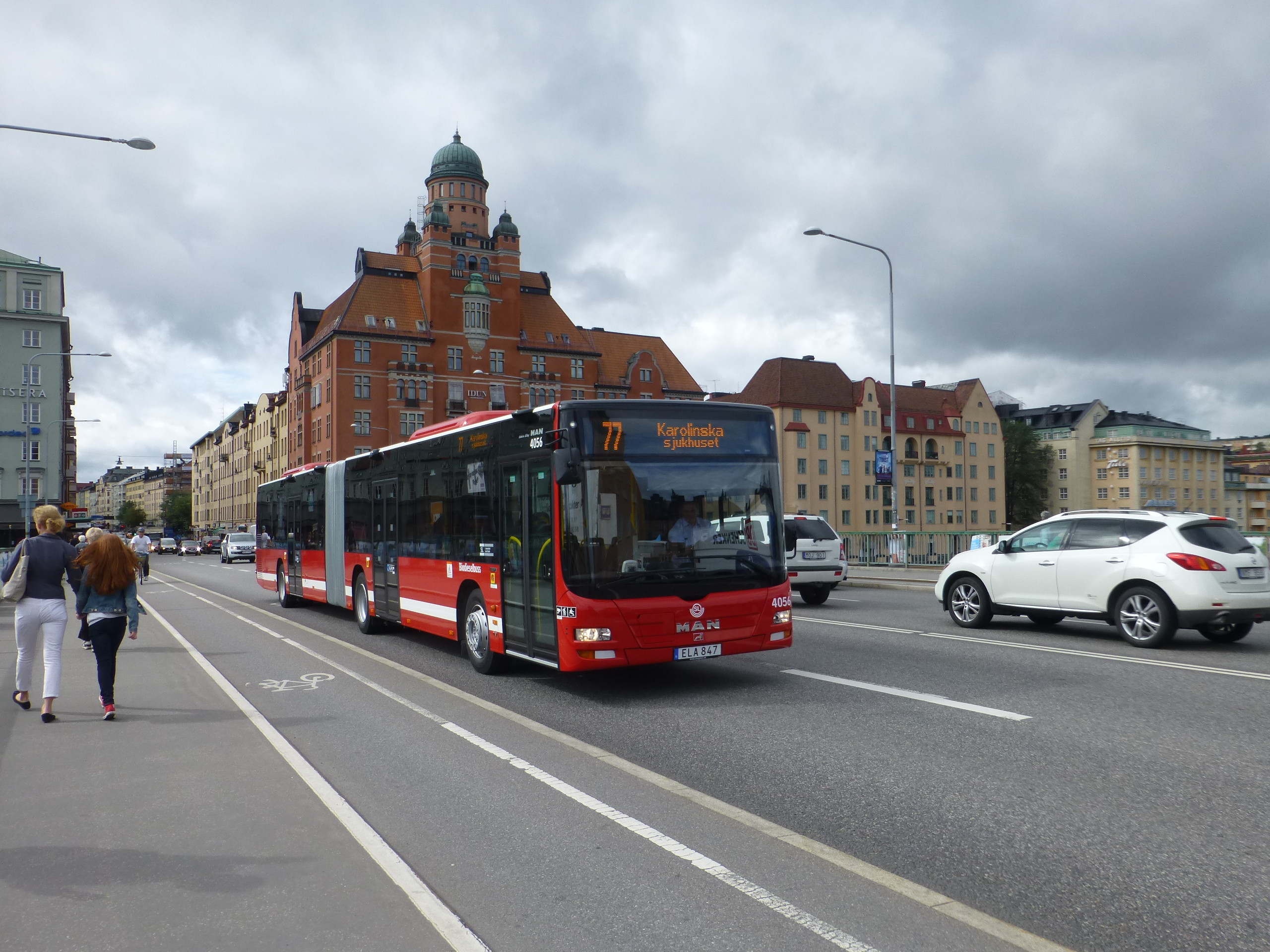
SL 브랜딩이 있는 케올리스 소유의 굴절 MAN 라이온스 시티 버스

SL이 사용하는 계약자는 2019년 7월 현재 다음과 같다:
- VR 스베리예
  - 에케뢰의 버스 교통.
  - 살츠셰바난, 노케뷔바난 및 트베르바난의 철도 교통.[20]
- 케올리스
  - 스톡홀름 시 중심부, 봇쉬르카, 후딩에, 리딩예, 나카, 살렘, 솔렌투나, 솔나, 순드뷔베리, 쇠데르오르트, 베름되 및 베스테로르트의 버스 교통.[21]
- 트랑스데브
  - 단데뤼드, 노르텔리에, 시그투나, 테뷔, 우플란스베스뷔 및 발렌투나, 박스홀름 및 외스테로케르의 버스 교통.
  - 로슬라그스바난의 철도 교통.
- MTR 노르딕
  - 스톡홀름 지하철[22]
  - 스톡홀름 통근 열차
- 노비나
  - 하닝에, 예르펠라, 뉘크바른, 뉘네스함, 쇠데르텔리에, 튀레쇠 및 우플란스브로의 버스 교통.[23]
- 스톡홀름스 스포르베가르
  - 스포르베그 시티
  - 리딩예바난

## 같이 보기
- 스톡홀름의 교통
- 스톡홀름 지역
- 스카네트라피켄
- UL
- SJ